# Francesco Saverio Altamura
Francesco Saverio Altamura (né le 5 août 1822 à Foggia dans les Pouilles - mort le 5 janvier 1896 à Naples) est un peintre italien.

## Biographie
Sa mère, Sofia Perifano, est grecque originaire de Corfou.
Francesco Saverio Altamura commence ses études chez les Pères Piaristes afin de fréquenter la faculté de médecine, mais il déménage avec sa famille en Campanie à Salerne et à Avellino.
En même temps il suit les cours du soir de l'Académie des beaux-arts. Là il fait la connaissance de Domenico Morelli qui l'encourage à se consacrer à la peinture. À cet effet il fréquente le peintre Michele De Napoli.
Passionné par les sujets historiques, en 1847 il se rend à Rome, après avoir remporté une bourse à la suite d'un concours artistique. Cette somme lui permet aussi de racheter son service militaire. Condamné à mort par contumace pour ses activités subversives envers les Bourbons, il fuit à L'Aquila en 1848, ensuite à Florence en 1850. Là il entre en contact avec le cercle artistique qui se réunit au Caffè Michelangiolo et y rencontre sa future épouse, Eléni Boúkouras, peintre grecque venue étudier, sous des habits d'homme, dans la capitale toscane, avec laquelle il a ensuite trois enfants : Sophie, Alexandre et Ioannis Altamouras (1852-1878) lui aussi peintre. Son mariage dure peu car son épouse volage retourne en Grèce avec les enfants et Altamura se lie à la peintre anglaise, Jane Benham Hay. En 1855 avec Domenico Morelli et Serafino De Tivoli il se rend à l'Exposition universelle de Paris. Il ramène à Florence les nouvelles tendances qui contribuèrent à la naissance du courant des Macchiaioli, sans abandonner pour autant les sujets historiques.
Pendant son contact avec les Macchiaioli, il peint divers tableaux de paysages.
En 1860 il retourne à Naples et rejoint les armées de Giuseppe Garibaldi. Il est élu conseiller chargé de préparer l'entrée de Garibaldi à Naples. Par la suite il poursuit son activité politique, est conseiller à Naples et à Florence, participe au gouvernement avec Bettino Ricasoli.
En 1861 il participe à la Prima esposizione nazionale de Florence avec I funerali di Buondelmonte. En 1865 il réalise les fresques du Palais Royal de Naples.
Il s'établit définitivement à Naples en 1867 et continue à peindre des toiles présentées dans diverses expositions. Parmi les diverses commandes réalisées, il faut noter en 1892 les peintures pour l'église paroissiale de Castrignano de' Greci (Province de Lecce) et la Pietà dans le cimetière de Squinzano.
Il travaille à la fondation de la Pinacothèque de Capodimonte avec Morelli, consultant pour l'achat des œuvres d'art.
En 1896, il publie son autobiographie La vie et l'art.
Il décède l'année suivante, le 5 janvier 1897 à Naples.
En 1901, sa ville natale, Foggia, lui consacre un buste rebaptisé U Capacchiòn (car la taille de la tête est exagérée par rapport au reste du corps).

## Œuvres principales

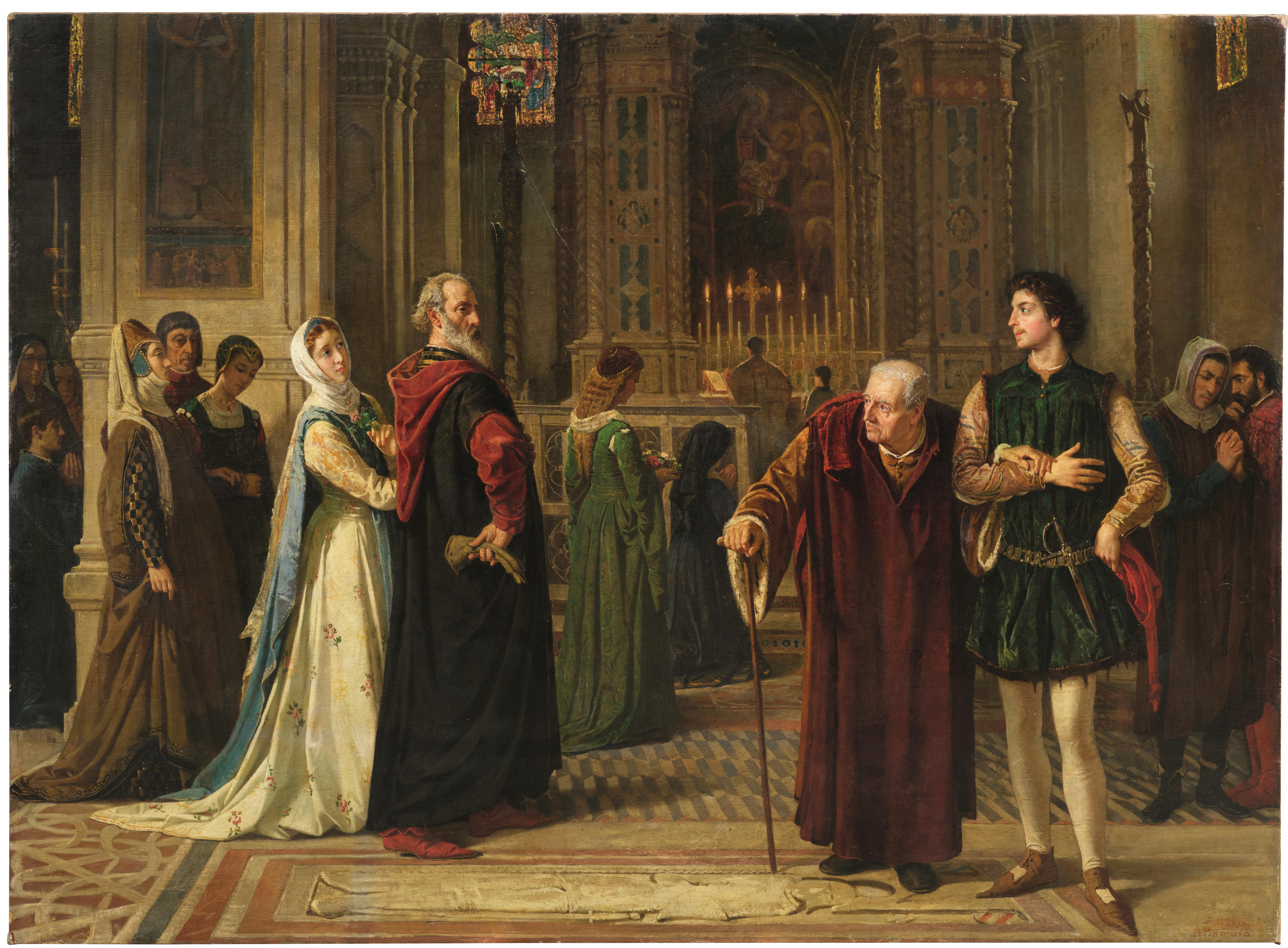
Odi vecchi, amori nuovi (Vieilles haines, nouvelles amours), 1864

- Défi entre Apollon et Marsia (1843).
- L'angelo che appare a Goffredo dall'Oriente più lucente del sole (L'Ange apparaissant à Godefroy d'Orient plus brillant que le soleil) (1847), Galerie de l'académie des beaux-arts de Naples
- La morte di un crociato (La Mort d'un croisé) (1848), Pinacothèque communale de Foggia.
- Mario vincitore dei Cimbri (Marius vainqueur des Cimbres) (1859), deux versions.
- Il Lavoro (le travail) (1860-61), province de Naples.
- I funerali di Buondelmonte (Les funérailles de Buondelmonte) (1861), Galerie nationale d'art moderne de Rome, avec Le nozze (collection de la Caisse d'épargne des Pouilles, à Bari) et La tradita (tableau égaré), représentent une trilogie sur la naissance de la rivalité entre Guelfes et Gibelins.
- Madonna morta (La Mort de la Vierge) et Madonna in gloria (La Vierge en gloire) (1865), fresques de la chapelle du Palais Royal de Naples.
- Una croce sul Vomero (une croix sur le Vomero) (1869), Musée Capodimonte de Naples.
- Le Roi s'amuse (1879), Musée Capodimonte de Naples, inspiré de Victor Hugo.
- Excelsior (1880), Musée civique de Turin, inspiré d'une poésie d'Henry Wadsworth Longfellow.
- Acte sorprende Nerone (Acte surprend Néron) (1883)
- Dulce propatria mori (1883)
- Fresques des Apparitions de Notre-Dame de Lourdes de l'église San Nicola da Tolentino de Naples (années 1890)
- L'Annonciation, Le Sacré-Cœur, Saint Antoine, Saint Roch, L'Assomption, Saint Blaise, Saint Louis, Saint François et Sainte Claire, pour l'église de Castrignano de'Greci (1892).
- La Sainte Famille (1893), retable pour la chapelle de l'Institut des Sœurs Marcelines de Lecce.
- Pietà (1894), chapelle Frassaniti cimetière de Squinzano, Lecce.
- Odi vecchi, amori nuovi (vieilles haines, nouveaux amours), 1864
- Dove si nasconde l'amore per l'arte (où se cache l'amour pour l'art).
- Ritratto della nipote Sofia (portrait de la nièce Sophie).
- Nelson che firma la capitolazione (Nelson signant la capitulation).

## Sources
- (it) Cet article est partiellement ou en totalité issu de l’article de Wikipédia en italien intitulé « Francesco Saverio Altamura » (voir la liste des auteurs).